# Стерлібашевський район
Стерліба́шевський район (рос. Стерлибашевский район, башк. Стәрлебаш районы) — адміністративна одиниця Республіки Башкортостан Російської Федерації.
Адміністративний центр — село Стерлібашево.

## Населення
Населення району становить 17692 особи (2019, 20217 у 2010, 22007 у 2002).

## Адміністративно-територіальний поділ
На території району 15 сільських поселень, які називаються сільськими радами:
| Поселення                         | Площа, км² | Населення, осіб (2002) | Населення, осіб (2010) | Населення, осіб (2019) | Центр            | Населені пункти |
| --------------------------------- | ---------- | ---------------------- | ---------------------- | ---------------------- | ---------------- | --------------- |
| Айдаралинська сільська рада       | 159,53     | 929                    | 781                    | 636                    | Айдаралі         | 4               |
| Аллагуватська сільська рада       | 62,68      | 722                    | 717                    | 564                    | Нижній Аллагуват | 5               |
| Бакеєвська сільська рада          | 84,03      | 851                    | 642                    | 534                    | Бакеєво          | 4               |
| Бузатівська сільська рада         | 145,75     | 1284                   | 1068                   | 788                    | Бузат            | 6               |
| Кабакуська сільська рада          | 70,53      | 712                    | 670                    | 536                    | Кабакуш          | 3               |
| Карагуська сільська рада          | 71,01      | 755                    | 659                    | 575                    | Карагуш          | 2               |
| Куганакбашівська сільська рада    | 89,51      | 1011                   | 1005                   | 844                    | Куганакбаш       | 3               |
| Кундряцька сільська рада          | 47,58      | 777                    | 660                    | 502                    | Кундряк          | 3               |
| Сарайсінська сільська рада        | 97,37      | 1153                   | 1044                   | 820                    | Єлімбетово       | 6               |
| Старокалкашівська сільська рада   | 108,35     | 962                    | 822                    | 769                    | Старий Калкаш    | 8               |
| Стерлібашевська сільська рада     | 237,13     | 8198                   | 8000                   | 7845                   | Стерлібашево     | 11              |
| Тятер-Араслановська сільська рада | 82,58      | 1035                   | 996                    | 830                    | Тятер-Арасланово | 1               |
| Халікеєвська сільська рада        | 96,37      | 1015                   | 880                    | 653                    | Халікеєво        | 4               |
| Янгурчинська сільська рада        | 107,50     | 1207                   | 1092                   | 916                    | Янгурча          | 5               |
| Яшергановська сільська рада       | 148,83     | 1396                   | 1181                   | 880                    | Яшерганово       | 4               |

## Найбільші населені пункти
| №  | Населений пункт  | Населення, осіб (2002) | Населення, осіб (2010) |
| -- | ---------------- | ---------------------- | ---------------------- |
| 1  | Стерлібашево     | 5 775                  | 5 930                  |
| 2  | Тятер-Арасланово | 1 035                  | 996                    |
| 3  | Куганакбаш       | 813                    | 835                    |
| 4  | Бузат            | 784                    | 722                    |
| 5  | Первомйаський    | 790                    | 716                    |
| 6  | Айдаралі         | 833                    | 711                    |
| 7  | Яшерганово       | 723                    | 620                    |
| 8  | Кабакуш          | 620                    | 589                    |
| 9  | Карагуш          | 658                    | 567                    |
| 10 | Бакеєво          | 662                    | 507                    |